# Desmodium rigidum
Desmodium rigidum là một loài thực vật có hoa trong họ Đậu. Loài này được (Elliott) DC. miêu tả khoa học đầu tiên.